# Hollandia (vlaggenschip)

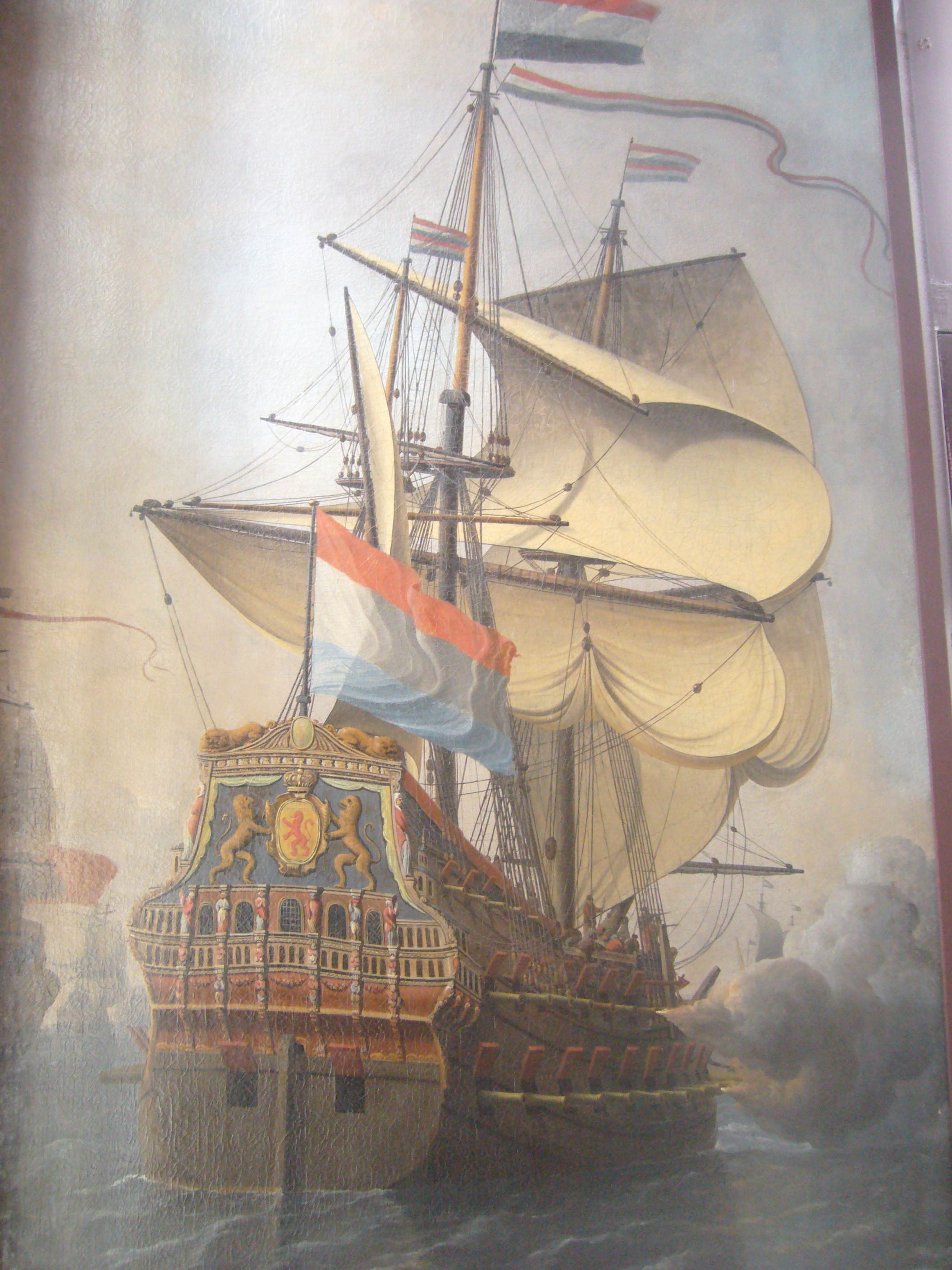
De Hollandia, Schildering in de koepelzaal van Trompenburgh

De Hollandia was een 17e-eeuws vlaggenschip van de Admiraliteit van Amsterdam waarop de luitenant-admiralen Michiel de Ruyter en Cornelis Tromp en andere Nederlandse vlagofficieren gediend hebben, in de verschillende zeeslagen in de Tweede Engels-Nederlandse Oorlog en de Derde Engels-Nederlandse Oorlog. Het schip bleef in de vaart tussen 1665 en 1683.

## De bouw
De Hollandia werd in 1665 op een Amsterdamse scheepswerf voor de Admiraliteit van Amsterdam gebouwd. Het had 80 kanonnen: tien 24-ponders, 18 18-ponders, 28 12-ponders, 20 6-ponders en vier 6-ponders. Het schip had twee dekken. De maten waren 165 voet × 41 3/4 voet × 15 1/4 voet. Het diende van 1665 tot en met 1683.

## DeHollandiain actie
- In 1665 kruiste Michiel de Ruyter met de Hollandia door de Noordzee op patrouille.
- In 1666 was Cornelis Tromp met de Hollandia met 475 bemanningsleden aan boord, in de buurt van Texel.
- In juni 1666 deed Cornelis Tromp met de Hollandia met 400 bemanningsleden en 50 soldaten aan boord, mee aan de Vierdaagse Zeeslag.
- In augustus 1666 deed Cornelis Tromp met de Hollandia met vlaggenkapitein Hendrik Hondius met 373 bemanningsleden en 36 soldaten mee aan de Tweedaagse Zeeslag.
- In september 1666 was Willem Joseph van Ghent met vlaggenkapitein Hondius met de Hollandia aan het kruisen op de Noordzee.
- In juni 1667 deed de Hollandia met Willem van der Zaen met Hondius met 400 bemanningsleden en 40 soldaten mee aan de Tocht naar Chatham.
- In juli 1667 deed Willem van der Zaen met de Hollandia met Hondius met 380 bemanningsleden en 40 soldaten mee aan een mislukte aanval op Harwich, in een poging het succes van Chatham te evenaren.
- In 1671 was viceadmiraal Isaac Sweers met de Hollandia opnieuw met vlaggenkapitein Hondius, met 350 bemanningsleden en 61 soldaten aan het patrouileren op de Noordzee.
- In juni 1673 deed schout-bij-nacht Jan den Haen met de Hollandia met Hondius met 348 bemanningsleden en 78 soldaten mee aan de Eerste Slag bij het Schooneveld.
- In juni 1673 deed schout bij-nacht Jan den Haen met de Hollandia met Hondius opnieuw mee aan de Tweede Slag bij het Schooneveld.
- In augustus 1673 deed Jan den Haen met Hondius op de Hollandia mee aan de Slag bij Kijkduin.
- In 1674 ondernam luitenant-admiraal Cornelis Tromp met de Hollandia met vlaggenkapitein Hondius een expeditie naar de Franse kust. Hij had hiervoor tijdelijk het aantal kanonnen laten vergroten van 80 naar 82.
- in november 1678 ondernam viceadmiraal Cornelis Evertsen de Jonge met de Hollandia vanaf nu permanent zonder vlaggenkapitein Hondius, een expeditie naar de Middellandse Zee.
- Na Evertsens terugkeer lag de Hollandia tussen 1678 en 1682 in een Amsterdamse scheepswerf in de marinehaven in het IJ, voor grondige herstelwerkzaamheden.

## De laatste reis van deHollandia
In 1683 ondernam viceadmiraal Willem graaf van Stirum met de Hollandia een expeditie naar Göteborg. Op de terugreis van Göteborg, kwam de Hollandia in november 1683 in een zeer zware storm terecht, die een paar dagen lang voor de Nederlandse kust aanhield. Grote delen van het schip gingen verloren en de bemanning moest de masten kappen, in een laatste poging om het schip te kunnen redden. Ook ontstaken de opvarenden noodsignalen en gedurende een kort moment, was er een ontmoeting met het Nederlands schip de Moriaans Hoofd onder bevel van kapitein Daniel Elsevier. Maar een moment later verdween op 19 november 1683 het schip onder de golven bij het Schulpengat, in de buurt van de Noord-Hollandse kust.
Aeolus · Aemilia · Brederode · Prins Willem · Eendragt · Groot Hollandia · Hollandia · Zeven Provinciën · Gouden Leeuw · Beschermer